# 알렉산드라 솔다토바
알렉산드라 세르게예브나 솔다토바(러시아어: Александра Сергеевна Солдатова, 1998년 6월 1일 ~ )는 러시아의  리듬 체조 선수였다.

## 생애
2012년 주니어 리듬 체조 유럽 선수권 대회에서 2관왕에 올랐으며, 2014년 시니어 무대에 데뷔하여 리듬 체조 러시아 선수권 대회에서 개인 종합에서 동메달을 획득하였다. 2020년 12월 25일 은퇴를 하였다.